# Hippotion griveaudi
Hippotion griveaudi là một loài bướm đêm thuộc họ Sphingidae, chi Hippotion.